# Феофан — проломи наст
Феофа́н — проломи́ наст — день народного календаря у славян, приходящийся на 12 (25) марта. Название дня происходит от имени святого Феофана Исповедника. У славян-католиков приходящийся на эту же дату день святого Григория считался началом весны.

## Другие названия дня
рус. Феофан, Феофанов день, Семён, Григорий; бел. Іван, Феафан, Сымон, Рыгор; пол. Gregorianki, Grzegorze; словац. Gregor; чеш. Svatý Řehoř, Řehoře, Řehořovy vojaky, Svatý Záhoř; словен. Gregorjevanje, Gregorčki; хорв. Sveti Grgur.
В этот день православными славянами и славянами католиками почитаются в том числе: Феофан Исповедник, святой Симеон, Феофан Исповедник, папа римский Григорий; чьи имена присутствуют в названиях дня.

## У восточных славян
В этот день задумывали крестьяне на обильный урожай, на крепкие холсты и просили:
Весна, весна красная!

Приди весна с радостью,

Со великой милостью,

Со льном высоким,

С корнем глубоким,

С хлебушком обильным!
Говорили, что в этот день зачинаются здоровые туманы, на тех полях, где туманы особенно густы, вырастет высокий лён: «На Феофана туман — урожай на лён и коноплю».
В этот день было принято угощать птиц, вестников весны, семенами льна и конопли. Считалось, чем больше птиц в этот день слетится на двор, тем лучше будет урожай этих культур.
В Белоруссии говорили: «На Рыгора зіма ідзе ў мора» — с этого дня «зима идёт в моря», «идут реки в моря».

## У западных славян
Славяне-католики считают святого Григория покровителем учителей и школьников. В этот день в школах устраивались праздники. В Словении Григория почитали не только учителя и ученики, но и каменщики, ремесленники, церковные певчие, к нему обращались за помощью бесплодные женщины. В австрийской Галиции в этот день родители отдавали детей в училище.
В Польше ученики, собравшиеся в день св. Юрия (Григория), предаются разным забавам и шуткам. Одного из своих товарищей они делают бакалавром и, опоясав его верёвочкой с нанизанными на ней баранками, бегают за ним и рвут с него баранки. Старый «грегорианка» угощает новенького, налив пива и накрошив туда баранок. Когда всё съедят, тогда он приносит гарнец воды, смешанной с толченым кирпичом, и обливает сидящих, а сам между тем убегает. Они гоняются за ним, крича, что он разлил школьный мёд, и поют: «Гре-гре-гре-горий, пойдут ребята в школу» (пол. Gre-gre-gre-gory pojdzcie dzieci do szkoly).
В прежнее время ученики устраивали петушиные бои, а из своей среды избирали короля, которого, нарядив в шутовское платье, водили по разным местам. В XIX веке ученики ходили от избы к избе и пели юрьевские (григорьевские) песни.
В Моравии существует обряд «Рыгорские Ворачки» (чеш. řehořské voračky, řehořská koleda), когда парни рядились — закрывали лицо соломой или мазали сажей, либо скрывали под маской. Процессия ходила под аккомпанемент  музыкантов с песнями от дома к дому; на улице или в доме они танцевали с девушками, чествовали хозяина и хозяйку, от которых получили деньги и продукты. Собранное использовалось в основном на проведение праздника, на который приглашались музыканты, а иногда хозяева и девчата.
В день св. Грегория (по-чешски — Грегоржа, или по-словацки — Грегора) так же, как и в день св. Блажея (3 февраля), ходили по домам с колядами ученики, собирая продукты в пользу учителя школы. Иногда жена учителя готовила для них угощение из собранных продуктов.
День святого Григория считался началом весны: «На святого Рыгора день с ночью меряются» (чеш. Na svatého Řehoře den s nocí v jedné míře), «На святого Загора плывёт лёд до моря, аист летит от моря, ласточка через море, лягушка рот отворет» (чеш. Na svatýho Záhoře plave led do moře, čáp letí vod moře, naštovka přes moře, žába hubu vorevře), «Прилетают к нам снова аисты, дикие гуси, утки, ласточки около святого Рыгора» (чеш. Přilétají k nám zase čápi, divoké husy, kačice, laštovice okolo svatého Řehoře) (ср. Благовещеньев день у восточных славян).
Словаки и чехи считали день св. Григория началом полевых работ: «На Грегоржа глуп тот крестьянин, который не пашет» (чеш. Na sv. Rehoře hloupy (šelma) sedlák, kteřy neoře).

## У южных славян
В Словении наряду с обходами ряженых в день святого Григория совершались обряды, связанные с увеличением светового дня. Грегорчки считались концом зимних домашних работ (прядение, ткачество). Словенцы с этого дня до дня св. Михаила (29.IX) не зажигали в доме огонь в рабочее время. В день святого Григория словенцы погружали в реки и озера свечи, пускали их по воде — эти действия символизировали увеличение светового дня.
В Хорватии считается, что с этого дня птицы начинают вить гнезда (хорв. О svetom Grguru svaka ptica vije gnjizdura). В Словении детям говорят, что в этот день устраиваются птичьи свадьбы и пиры, и рано утром на ветках развешивают угощение, поэтому проснувшись дети ищут на кустах булочки и баранки (ср. Птичья свадьба).
В Далмации (Хорватия) известна легенда о том, что каждый год святой Матей (11 февраля) посылается на землю, чтобы отворить весну, а святой Григорий идёт вслед за ним. Однако оба они отправляются в трактир, поэтому приходится идти святому Иосифу (19 марта), который ударяет посохом, после чего начинается весна. Аналогичные предания сохранились и в Моравии («святой Матей ломает лёд, а если он медлит, то за него это делает небесный ледоруб святой Иосиф»).

## Поговорки и приметы
- «Если утром туман дорогу застит, быть большому урожаю на коноплю, да лён будет волокнистый»[25].
- «На святога Рыгора ідуць рэкі ў мора» (белорус.)[6].
- «Снег тает наполночь (с северной стороны) от муравьиных куч — лето будет тёплое и долгое, а если наполдень (с южной стороны) — жди короткое и холодное лето»[26].